# Isaac ben Solomon Luria
Isaac Luria, anche detto Yitzhak Luria, italianizzato col nome di Isacco Luria (in ebraico יצחק לוריא‎?, Yiṣḥāq Lùria) (Gerusalemme, 1534 – Safed, 25 luglio 1572), è stato un rabbino, mistico e teologo ottomano, kabbalista attivo a metà del Cinquecento nella città di Safed, nell'allora Palestina ottomana.
Conosciuto anche con i soprannomi reverenziali di Ari («il Leone», acronimo di Ashkenazi Rabbi Yitzhak, «Il Maestro Tedesco Yitzhak»), Arizal, dove ZaL è l'acronimo di Zikhrono Livrakha («di benedetta memoria» o letteralmente «il ricordo di lui [sia] in benedizione», un tratto d'onore ebraico riservato ai defunti), e anche come Ari Ha-Kadosh («il Santo Ari»), Isacco Luria è stato uno dei pensatori più importanti nella storia della mistica ebraica.
Attraverso la sintesi delle idee contenute nei testi kabbalistici che ebbero grande fortuna durante la sua epoca (soprattutto lo Zohar) e la trattazione sistematica della sua dottrina per merito del suo più vicino discepolo, Hayim Vital, nella cerchia di Safed, Luria fu in grado di rivoluzionare completamente la tradizione della cabala ebraica, aprendo uno spartiacque che separò la Kabbalah classica medievale da quella che prende il suo nome, e di cui è stato il fondatore: la Kabbalah lurianica.
Il nome di Luria, per la grande aura di santità che lo circondava a Safed e il suo seguito di devotissimi discepoli, rimase per lungo tempo avvolto nella leggenda, e la sua influenza sull'ebraismo iniziò a propagarsi inarrestabile già pochi decenni dopo la sua morte, raggiungendo la massima portata di diffusione con il chassidismo nel Settecento.

## Introduzione
Il rabbino kabbalista Yiṣḥāq Luria è considerato il più grande e celebre studioso del pensiero mistico ebraico. Sebbene il suo diretto contributo letterario sia stato estremamente esiguo (egli non scrisse che poche opere), per onorarne la fama venne dato il suo nome alla scuola kabbalistica di Safed. Il principale divulgatore delle sue teorie fu Hayim Vital.

## La giovane età
Egli nacque a Gerusalemme nel 1534 dove il padre, un Ashkenazi dell'Europa centrale, era emigrato dopo il matrimonio con una sefardita e morì a Safed, nella Palestina dell'Impero Ottomano, il 25 luglio 1572 (5 Av 5332). Negli anni seguenti alla sua morte, la casa dove nacque fu trasformata in una sinagoga. Ancora bambino perse il padre e la madre decise di trasferire la famiglia in Egitto, così che il giovane Isaac potesse essere educato dallo zio Mordecai Francis (fratello della madre), un ricco agricoltore che viveva a Il Cairo, e che lo affidò a sua volta ai migliori insegnanti ebrei. Luria si dimostrò un diligente studente della letteratura rabbinica; sotto la guida del Rabbino Bezalel Ashkenazi (meglio conosciuto come autore di Shittah Mekubetzet), divenne abile nel ramo dell'apprendimento ebraico, sebbene fosse ancora piuttosto giovane. Studiò in una Yeshiva sotto la direzione di David Ben Solomon Ibn Abi Zimra. 
All'età di 15 anni sposò la cugina e, potendo godere di ingenti mezzi finanziari, fu in grado di continuare i suoi studi.  Sebbene inizialmente avrebbe potuto intraprendere la carriera negli affari, egli si rivolse presto verso l'ascetismo ed il misticismo. All'incirca all'età di 22 anni, egli divenne assorto nello studio dello Zohar, una grande opera della Qabbalah che era stata recentemente stampata per la prima volta, e di grandi opere qabbalistiche anteriori abbracciando la vita da recluso. Si ritirò sulle rive del Nilo, e per 7 anni si isolò solo con sé stesso, dando tutto di sé sino alla meditazione. Luria faceva visita alla propria famiglia solo durante lo Shabbat, parlava molto raramente, e sempre in ebraico. I Chassidim gli attribuiscono frequenti colloqui col Profeta Elia durante questa vita ascetica, per la quale fu avviato a sublimi dottrine.

## La sua dottrina
La sua concezione del mondo era enormemente influenzata dalle questioni che preoccupavano le comunità ebraiche dell'epoca, traumatizzata a causa delle espulsioni dalla Spagna e dalle azioni dell'Inquisizione. Luria addusse spiegazioni sorprendenti ma logiche ed intravide il fine della sofferenza del popolo ebraico, il che spiega il successo delle sue tesi e la velocità con la quale si propagarono.
In merito ai massacri, riteneva che la morte fisica non è più di una tappa e che la vita di ognuno sulla terra ha un obiettivo.
Spiegò che le mancanze degli uomini macchiavano il Messia e ritardavano la sua venuta. Successivamente un rito di purificazione permetterebbe di accelerarla.

## I suoi discepoli
Nel 1569, l'Arizal si spostò verso la Palestina; e dopo un breve soggiorno a Gerusalemme, dove il suo nuovo sistema qabbalistico sembrava aver riscosso scarso successo, seguendo un richiamo interiore, si spostò verso Safed dove ottenne un rapido successo come poeta mistico, iniziò ad insegnare in accademia ed a predicare nelle sinagoghe. Si interessò in particolar modo alle idee del Rabbi Moses ben Jacob Cordovero, e studiò la Qabbalah con lui fino alla sua morte. A Safed formò anche un circolo di qabbalisti ai quali impartì le dottrine per mezzo delle quali egli sperava di stabilire un nuovo punto di partenza per il sistema morale del mondo. A questo circolo appartenevano lo stesso Rabbi Moses ben Jacob Cordovero, Rabbi Shlomo Alkabetz, Rabbi Joseph ben Ephraim Karo, Rabbi Moshe Alshich, Rabbi Eliyahu de Vidas, Rabbi Joseph Hagiz, Rabbi Elisha Galadoa e Rabbi Moses Bassola. Luria organizzò a Safed la vita dei suoi discepoli i quali si stabilirono in quartieri isolati. Essi si incontravano ogni venerdì, ed ognuno confessava all'altro i propri peccati. Ben presto Luria ebbe due classi di discepoli: (1) i “novizi”, ai quali spiegava la Qabbalah scolastica, e (2) gli “avanzati” che divennero i custodi del segreto del suo insegnamento e delle sue formule di invocazione e congiura. L'Ari era estremamente venerato dai suoi discepoli, che gli riconobbero numerosi miracoli e lo consideravano un santo (e-lohi “il divino” è un termine onorario riservato a lui soltanto). Il più rinomato fra gli studenti avanzati fu Rabbi Chaim Vital di Calabria che, secondo il proprio maestro, possedeva un'anima che non era stata macchiata dal peccato del primo uomo (Adamo). In sua compagnia Luria visitò la tomba di Rabbi Shimon bar Yochai e di altri eminenti maestri. Si dice che su queste tombe non ci fossero nomi – l'identità di ogni tomba era sconosciuta – e fu grazie alle visioni del profeta Elia che ogni tomba fu riconosciuta. Il circolo qabbalistico dell'Arizal fu gradualmente ampliato e divenne una congregazione a sé e nella quale le sue dottrine mistiche venivano considerate supreme ed influenzavano tutte le cerimonie religiose. Durante lo Shabbat l'Arizal si vestiva di bianco ed indossava una veste quadruplicata a significare le quattro lettere del Nome Ineffabile. La mattina dello Shabbat, per raccogliere lo spirito etereo della regina dello Shabbat, organizzava processioni nei campi vicini, e poi forniva spiegazioni di carattere generico sulla sua dottrina.

## I suoi insegnamenti
L'Ari era solito realizzare le sue conferenze estemporaneamente e, con l'eccezione di diversi lavori e qualche poema qabbalistico in Aramaico per la tavola dello Shabbat, non scrisse mai molto. Il vero esponente del suo sistema qabbalistico fu Chaim Vital di Calabria. Egli conservò tutti gli appunti delle conferenze che i discepoli dell'Arizal fecero; e da questi appunti furono prodotte numerose opere, la più importante delle quali fu Etz Chayim (L'Albero della Vita) in otto volumi. All'inizio quest'opera venne diffusa in copie manoscritte; ed ognuno dei discepoli dell'Arizal doveva impegnarsi, a pena della scomunica, che non venissero fatte copie non autorizzate destinate ad un paese straniero; così che per un periodo tutti i manoscritti rimasero in Palestina. Più tardi, ad ogni modo, una copia fu portata in Europa e venne pubblicata a Zolkiev nel 1772 da Isaac Satanow. In quest'opera sono esposte sia la parte teorica che la meditazione devozionale della Qabbalah basata sullo Zohar.

### Gli insegnamenti sulle Sefirot
La funzione caratterizzante del sistema dell'Arizal nella parte teorica della Qabbalah e la sua definizione delle Sefirot è la sua teoria degli agenti intermedi, che lui chiamava Partzufim. Prima della Creazione del mondo, egli disse, l'Ein Sof (Senza Fine) riempì lo spazio infinito. Quando il Creatore decise la Creazione, la ideò secondo le Sue caratteristiche, che quindi appartengono ad altri esseri, e di conseguenza dovrebbero manifestarsi nella loro perfezione. L’Ein Sof si ritirerà nella natura del Creatore o, per usare un termine qabbalistico, il Creatore “restringerà” (Tzimtzum) Sé stesso. Da questa “restrizione” scaturirà la “luce infinita”. Quando a sua volta la luce si “concentrò” nel centro apparve uno spazio vuoto circondato da dieci cerchi o vasi (kelim): anche secondo questo evento vi fu correlazione con le Sefirot (“Numeri Cerchiati”) per mezzo delle quali le infinite realtà, formando un'unione assoluta, possono apparire nella loro "diversità"; nella prospettiva di un "mondo finito" non c'era nessuna reale esistenza ancora realizzata, ma solo "potenzialmente".
Tuttavia, la luce infinita non ha completamente svuotato il centro; un sottile raggio di luce ha attraversato cal "circonferenza immaginaria" ed è penetrato nel centro; per la loro vicinanza con l’Ein Sof,successivamente sono stati in grado di sopportare la luce, ma alcuni "cerchi/vasi più interni" non riuscirono a fare questo "si frantumarono" Fu necessario, pertanto, rimuoverli dall'esposizione alla luce.
Anche il termine Sefirot significa indicativamente in “cifre”.
La prima Sefirah è Keter ("La Corona"): potenziale esistenza, come Arich Anpin; la seconda Sefirah è Chochmah (“La Saggezza"), come principio  "Padre" (Abba); la terza Sefirah, Binah ("La Comprensione"), come principio "femminile", anche chiamato "Madre" (Imma); le sei Sefirot, a cui sono "facilmente" correlate la simbologia "attiva maschile" e quella "passiva femminile"; la decima Sefirah Malkut, che è ("La Regalità"), nella “figlia femmina”(Bath).
Il Creatore, all'inizio, aveva creato questi eventi "preesistenti" perché così non vi sarebbe stata alcuna forma di male al mondo e di conseguenza nessuna ricompensa né punizione; il male è sorto con/nella rottura delle Sefirot o vasi (Shvirat Keilim), mentre la luce di  Ein Sof produce solo ciò che è buono.
Queste si trovano in ognuno dei Quattro Mondi: il mondo degli Emanati (Atzilut), la Creazione (Beri'ah), la Formazione (Yetzirah), ed il mondo delle Azioni (Asiyah) che rappresenta il mondo materiale.
Il sistema dell'Ari, sul quale è basata la sua Qabbalah devota e meditativa, è strettamente connesso con le sue dottrine metafisiche.
Dalle cinque cifre o gradi, ad esempio di Ghevurah e/o Chessed, disse, deriva gran parte delle Middot delle cinque anime, Nephesh ("Lo Spirito"), Ru'ach ("Il Vento"), Neshamah ("L'Anima"), Chayah ("La vita"), e Yechidah ("Il Singolare"); la prima di esse divenne la più bassa e l'ultima la più alta. (Fonte: Etz Chayim). L'anima dell'uomo è il collegamento fra l'infinito ed il finito e, come tale, ha un carattere multiforme. Tutte le anime destinate alla razza umana furono create assieme ai vari organi di Adamo. Così come esistono organi superiori ed inferiori, ci sono anche anime superiori ed inferiori, tutto questo in accordo con gli organi alle quali sono rispettivamente assegnate. Così ci sono le anime del cervello, le anime dell'occhio, le anime della mano, e così via. Ogni anima umana fu/è [come] una scintilla (nitzotz) "dell'Adam".
Il primo peccato del primo uomo causò confusione fra i vari ordini delle anime: il superiore mischiato con l'inferiore; il bene con il male; così persino alcune anime pure ricevono una miscela di male o, come le chiamava Luria, degli elementi dei “gusci” (Qelipot). Dalle classi inferiori delle anime proviene il mondo pagano mentre da quelle superiori venne emanato il mondo del popolo d'Israele. Ma, come conseguenza alla confusione, il passato non è stato del tutto spogliato della sua bontà iniziale ma non è neanche completamente libero dal peccato. Questo stato di confusione, che dà un continuo impulso verso il male, finirà con l'arrivo del Messia, che instaurerà il sistema morale del mondo su una nuova base.
Fino all'arrivo di questo momento l'anima di alcuni individui poi, a causa delle proprie mancanze, non può tornare alla fonte e deve vagare, non solo per corpi ma anche "per" animali e persino presso cose inanimate come il legno, i fiumi e le pietre: questa teoria è parte di quanto definito con il termine Ghilgul, ovvero "reincarnazione" e/o "ciclo di vite".

### Il ritorno dell'anima
Alla dottrina del “ghilgulim” (reincarnazione delle anime) Luria completò la teoria del "riempimento" (lett: ibbur, a esso simile) con riferimento ad una teoria sulle anime; se un'anima purificata ha trascurato qualche obbligo morale religioso nel proprio cuore, deve ritornare alla vita terrena, e legare la sua anima come persona in vita, ed unirsi ad un suo proprio "nuovo" corpo per placare tale "oblio".
Altre volte, l'anima defunta di un uomo liberato dai peccati, [quasi] discende ancora sulla terra per supportare un'anima debole che "si sente inadeguata" nel proprio compito. Questa unione, che si può estendere a tre anime in una vita, può solo avere luogo fra anime di carattere simile. La “Diaspora” (dispersione) di Israele avvenne con l'unico scopo della salvezza delle anime di alcuni individui; prima le anime purificate degli Israeliti soddisferanno la profezia di diventare "la luce che illumina i popoli”, poi dovranno condurre alla correzione tutte le anime degli uomini di alcuni tra le altre Nazioni.
Secondo l'Arizal l'uomo porta sulla sua fronte un segno/segni attraverso il quale si può imparare la natura della propria anima: a quale classe e grado appartiene; il rapporto esistente fra lei ed il mondo superiore; gli spostamenti che ha già compiuto; il mezzo attraverso il quale l'anima può contribuire alla costituzione del nuovo sistema morale del mondo; come può essere liberata dalle influenze malvagie e seguire solo quanto il bene e la bontà di Dio testimoniano.

## Shabbetai Tzvi
La Qabbalah lurianica fu accusata da alcuni di essere la causa della diffusione del falso Messiah Shabbetai Tzvi. Tuttavia, rimane la principale scuola del misticismo nel Giudaismo e ha un'importante influenza sul Chassidismo e sui qabbalisti sefarditi. In effetti, solo una piccola parte degli Ebrei mistici di oggi appartengono ad altri rami di pensiero nel misticismo dello Zohar. Alcuni qabbalisti ebrei hanno detto che i seguaci di Shabbetai Tzvi rifiutarono fortemente gli insegnamenti di Luria perché il suo metodo smentiva i loro concetti. D'altro canto i Shabbateani usarono i concetti di Rabbi Luria dei "nitzotzot"  intrappolati nei "qelipot" e delle anime pure mischiate con le impure, (vedi sopra) per giustificare alcune delle loro azioni contraddittorie.

## L'influenza sulla cerimonia
L'Arizal introdusse il suo sistema mistico negli osservatori religiosi. Per lui ogni comandamento aveva un significato mistico. Lo Shabbat con tutte le sue cerimonie fu visto come l'incarnazione della Divinità nella vita temporale; ed ogni cerimonia avvenuta in quel giorno, veniva considerata come se avesse un'influenza sui mondi superiori. Ogni parola ed ogni sillaba delle preghiere prescritte, contengono nomi nascosti del Creatore sui quali si dovrebbe meditare con devozione mentre le si recitano. Nuove cerimonie mistiche furono ordinate e codificate con il nome di Shulkhan Arukh heAri ("Il Codice della Legge dell'Ari") (confrontare Shulchan Arukh con Rabbi Joseph Karo).

## L'influenza sull'Ebraismo moderno
Gli insegnamenti dell'Ari sono stati ampiamente accettati nell'Ebraismo ortodosso, sebbene non tutti i gruppi seguano le abitudini che egli iniziò o riprese. Quelle comunità che tendono molto a minimizzare o evitare l'influenza dell'Ari principalmente sono formate da alcuni Litvish e gruppi ortodossi moderni, così come una notevole parte degli ebrei yemeniti Baladi ed altri che seguono una forma di Giudaismo della Torah in linea con le autorità classiche come Maimonide e Gheonim (vedi Dor Daim) e gli ebrei spagnoli e portoghesi.

## I discendenti dei tempi moderni
Molti membri della comunità ultra-ortodossa di Safed e di Gerusalemme affermano di poter risalire nel loro lignaggio sino a Luria. Il Movimento Lubavitch considera gli insegnamenti e le pratiche dell'Ari come le principali influenze sulle proprie dottrine e pratiche. Inoltre gli odierni mekubalim mizra`him (qabbalisti orientali) seguono la tradizione di Rabbi Chayim Vital e l'eredità mistica del Rashash e considerano se stessi legittimi eredi dell'Ari ed anche in linea con i suoi insegnamenti.